# Costantino di Löwenstein-Wertheim-Rosenberg
Costantino Giuseppe di Löwenstein-Wertheim-Rosenberg (Kleinheubach, 28 settembre 1802 – Kleinheubach, 27 dicembre 1838) era il figlio maggiore ed erede di Carlo Tommaso, principe di Löwenstein-Wertheim-Rosenberg e di sua moglie Sofia di Windisch-Graetz. Tuttavia, egli premorì a suo padre.

## Biografia

### Infanzia

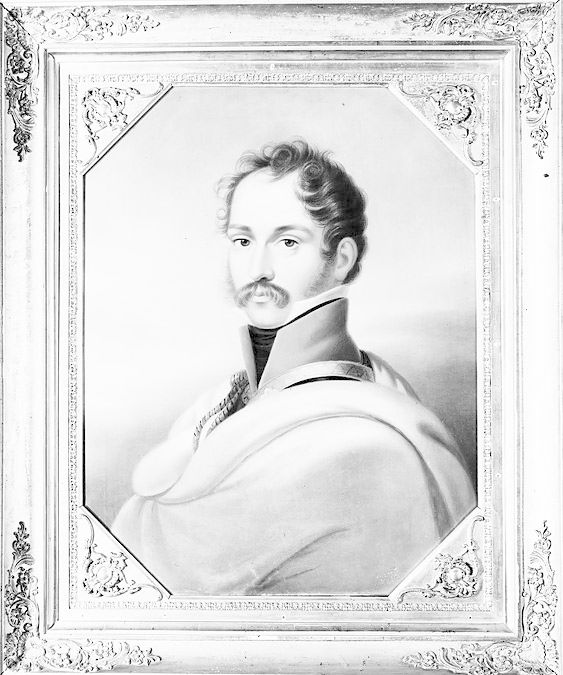
Carlo Tommaso di Löwenstein-Wertheim-Rosenberg

I suoi nonni paterni furono Domenico Costantino, Principe di Löwenstein-Wertheim-Rochefort (1762–1814) e la sua prima moglie Maria Leopoldina di Hohenlohe-Bartenstein. Domenico aveva ereditato il titolo di "Löwenstein-Wertheim-Rochefort" nel 1780 ma modificato in quello di "Löwenstein-Wertheim-Rosenberg" nel 1789. I suoi nonni materni furono Giuseppe Nicola, Conte di Windisch-Grätz e la sua seconda moglie Leopoldina d'Arenberg.
Domenico Costantino era il maggiore dei figli maschi Principe Teodoro Alessandro di Löwenstein-Wertheim-Rochefort (1722–1780) e di sua moglie la Contessa Luisa di Leiningen-Dagsburg-Hartenburg.
Teodoro Alessandro era un figlio di Domenico Marquardo, Principe di Löwenstein-Wertheim-Rochefort (1690–1735) e di sua moglie Cristina d'Assia-Wanfried. Cristina era una figlia di Carlo, Langravio d'Assia-Wanfried. Carlo era il secondo figlio maschio di Ernesto, Langravio d'Assia-Rheinfels.
Domenico Marquardo era un figlio di Massimiliano Carlo Alberto, Principe di Löwenstein-Wertheim-Rochefort (1656–1718) e di sua moglie la Contessa Maria Polissena Lichtenberg und Belasi. Suo padre aveva servito come governatore di Milano, rappresentando Carlo VI, Sacro Romano Imperatore fino alla sua propria morte.
Massimiliano era un figlio di Ferdinando Carlo, Conte di Löwenstein-Wertheim-Rochefort (1616–1672) e di sua moglie la, Contessa Anna Maria di Fürstenberg.
Ferdinando Carlo era un figlio Giovanni Teodorico, Conte di Löwenstein-Wertheim-Rochefort (1585–1644) e della sua prima moglie Josina de La Marck.
Giovanni Teodorico era uno dei figli minori di Luigi III, Conte di Löwenstein-Wertheim (1530–1611) e di sua moglie Anna, Contessa di Stolberg. Suo padre aveva servito come governatore di Stiria, Carinzia e Carniola, rappresentando i sovrani del Casato d'Asburgo.
Luigi era un figlio minore di Federico I, Conte di Löwenstein (1502–1541) e di sua moglie Elena di Königsegg.
Federico era un figlio di Luigi I, Conte di Löwenstein e della sua prima moglie Elisabetta di Montfort.
Luigi era un figlio di Federico I, Conte Palatino del Reno e della moglie morganatica Clara Tott. I figli nati da questo matrimonio non avevano diritto al trono del Palatinato, ma rappresentavano una linea secondaria dei Wittelsbach.

### Matrimonio

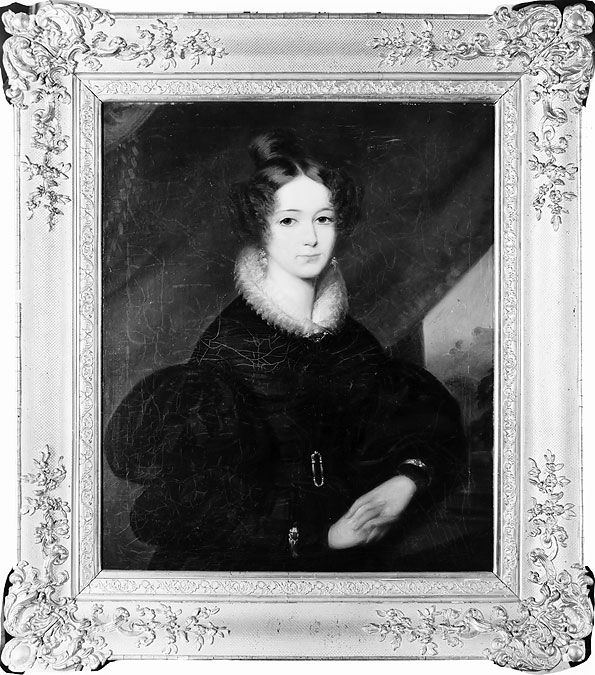
Agnese di Hohenlohe-Langenburg

Il 31 maggio 1827, Costantino sposò la Principessa Agnese di Hohenlohe-Langenburg. Agnese era una figlia di Carlo Luigi, Principe di Hohenlohe-Langenburg (1762–1825) e della Contessa Amalia Enrichetta di Solms-Baruth.

## Discendenza
Dal matrimonio tra Costantino e Agnese di Hohenlohe-Langenburg nacquero due figli:
- Adelaide di Löwenstein-Wertheim-Rosenberg (3 aprile 1831 - 16 dicembre 1909). Nel 1851, sposò l'ex Re Miguel, che regnò in Portogallo dal 1828 al 1834.
- Carlo, VI Principe di Löwenstein-Wertheim-Rosenberg (21 maggio 1834 – 8 novembre 1921. Sposò la Principessa Sofia del Liechtenstein. Sofia era una figlia di Aloisio II, Principe del Liechtenstein e della Contessa Franziska Kinsky von Wchinitz und Tettau.

## Ascendenza
|                                                     |                                        |                                            | Genitori                                      |  |  | Nonni |  |  | Bisnonni                                           |  |  | Trisnonni                                         |  |
|                                                     |                                        |                                            |                                               |  |  |       |  |  | Theodor Alexander zu Löwenstein-Wertheim-Rochefort |  |  | Dominik Marquard zu Löwenstein-Wertheim-Rochefort |  |
|                                                     |                                        |                                            |                                               |  |  |       |  |  | Theodor Alexander zu Löwenstein-Wertheim-Rochefort |  |  | Dominik Marquard zu Löwenstein-Wertheim-Rochefort |  |
|                                                     |                                        | Christina Francisca von Hessen-Wanfried    |                                               |  |  |       |  |  | Theodor Alexander zu Löwenstein-Wertheim-Rochefort |  |  |                                                   |  |
| Dominik Constantin zu Löwenstein-Wertheim-Rochefort |                                        |                                            |                                               |  |  |       |  |  | Theodor Alexander zu Löwenstein-Wertheim-Rochefort |  |  |                                                   |  |
|                                                     |                                        | Luise von Leiningen-Dachsburg-Hartenburg   | Karl Ludwig von Leiningen-Dagsburg-Emichsburg |  |  |       |  |  |                                                    |  |  |                                                   |  |
|                                                     |                                        | Luise von Leiningen-Dachsburg-Hartenburg   | Karl Ludwig von Leiningen-Dagsburg-Emichsburg |  |  |       |  |  |                                                    |  |  |                                                   |  |
|                                                     |                                        | Luise von Leiningen-Dachsburg-Hartenburg   | Caroline von Salm-Dhaun                       |  |  |       |  |  |                                                    |  |  |                                                   |  |
| Karl Thomas zu Löwenstein-Wertheim-Rosenberg        |                                        | Luise von Leiningen-Dachsburg-Hartenburg   |                                               |  |  |       |  |  |                                                    |  |  |                                                   |  |
|                                                     |                                        | Ludwig Leopold zu Hohenlohe-Bartenstein    | Karl Philipp Franz zu Hohenlohe-Bartenstein   |  |  |       |  |  |                                                    |  |  |                                                   |  |
|                                                     |                                        | Ludwig Leopold zu Hohenlohe-Bartenstein    | Karl Philipp Franz zu Hohenlohe-Bartenstein   |  |  |       |  |  |                                                    |  |  |                                                   |  |
|                                                     |                                        | Ludwig Leopold zu Hohenlohe-Bartenstein    | Sophia Friderica von Hessen-Homburg           |  |  |       |  |  |                                                    |  |  |                                                   |  |
| Leopoldine zu Hohenlohe-Bartenstein                 |                                        | Ludwig Leopold zu Hohenlohe-Bartenstein    |                                               |  |  |       |  |  |                                                    |  |  |                                                   |  |
|                                                     |                                        | Polyxena von Limburg-Stirum                | Christian Otto von Limburg-Stirum             |  |  |       |  |  |                                                    |  |  |                                                   |  |
|                                                     |                                        | Polyxena von Limburg-Stirum                | Christian Otto von Limburg-Stirum             |  |  |       |  |  |                                                    |  |  |                                                   |  |
|                                                     |                                        | Polyxena von Limburg-Stirum                | Carolina zu Hohenlohe                         |  |  |       |  |  |                                                    |  |  |                                                   |  |
| Konstantin zu Löwenstein-Wertheim-Rosenberg         |                                        | Polyxena von Limburg-Stirum                |                                               |  |  |       |  |  |                                                    |  |  |                                                   |  |
|                                                     | Leopold Karl Joseph von Windisch-Grätz | Leopold Johann Victorin von Windisch-Grätz |                                               |  |  |       |  |  |                                                    |  |  |                                                   |  |
|                                                     | Leopold Karl Joseph von Windisch-Grätz | Leopold Johann Victorin von Windisch-Grätz |                                               |  |  |       |  |  |                                                    |  |  |                                                   |  |
|                                                     | Leopold Karl Joseph von Windisch-Grätz | Maria Ernestina von Strassoldo             |                                               |  |  |       |  |  |                                                    |  |  |                                                   |  |
| Joseph-Niklas von Windisch-Grätz                    | Leopold Karl Joseph von Windisch-Grätz |                                            |                                               |  |  |       |  |  |                                                    |  |  |                                                   |  |
|                                                     |                                        | Maria Antonia von Khevenhüller             | Ludwig Andreas von Khevenhüller               |  |  |       |  |  |                                                    |  |  |                                                   |  |
|                                                     |                                        | Maria Antonia von Khevenhüller             | Ludwig Andreas von Khevenhüller               |  |  |       |  |  |                                                    |  |  |                                                   |  |
|                                                     |                                        | Maria Antonia von Khevenhüller             | Philippine Maria Anna von Lamberg             |  |  |       |  |  |                                                    |  |  |                                                   |  |
| Sophie Luise von Windisch-Grätz                     |                                        | Maria Antonia von Khevenhüller             |                                               |  |  |       |  |  |                                                    |  |  |                                                   |  |
|                                                     |                                        | Charles Marie Raymond d'Arenberg           | Léopold-Philippe d'Arenberg                   |  |  |       |  |  |                                                    |  |  |                                                   |  |
|                                                     |                                        | Charles Marie Raymond d'Arenberg           | Léopold-Philippe d'Arenberg                   |  |  |       |  |  |                                                    |  |  |                                                   |  |
|                                                     |                                        | Charles Marie Raymond d'Arenberg           | Maria Francesca Pignatelli                    |  |  |       |  |  |                                                    |  |  |                                                   |  |
| Leopoldine d'Arenberg                               |                                        | Charles Marie Raymond d'Arenberg           |                                               |  |  |       |  |  |                                                    |  |  |                                                   |  |
|                                                     |                                        | Louise Marguerite de La Marck              | Louis Engelbert de La Marck                   |  |  |       |  |  |                                                    |  |  |                                                   |  |
|                                                     |                                        | Louise Marguerite de La Marck              | Louis Engelbert de La Marck                   |  |  |       |  |  |                                                    |  |  |                                                   |  |
|                                                     |                                        | Louise Marguerite de La Marck              | Marie Anne Hyacinthe de Visdelou              |  |  |       |  |  |                                                    |  |  |                                                   |  |
|                                                     |                                        | Louise Marguerite de La Marck              |                                               |  |  |       |  |  |                                                    |  |  |                                                   |  |